# Минх, Гарри Владимирович
Га́рри Влади́мирович Минх (род. 1 февраля 1959, Томск) — российский государственный деятель, полномочный представитель Президента Российской Федерации в Государственной Думе Федерального Собрания Российской Федерации. Заслуженный юрист Российской Федерации (1996). Один из авторов Юридической энциклопедии (2001).

## Биография
Родился и вырос в немецкой семье. Окончил Томскую среднюю школу № 6. В 1981 году окончил Томский государственный университет по специальности юрист, в 1988 году — аспирантуру юридического факультета МГУ. На административной и преподавательской работе в Томском государственном университете в 1981—1985, 1988—1992. В настоящее время преподает на факультете права Национальном исследовательском университете Высшая школа экономики, является профессором базовой кафедры межотраслевого регулирования Факультета права НИУ ВШЭ. 
С 1992 года — на работе в Администрации Президента, где занимал должности заведующего сектором, заместителя начальника отдела — заведующего сектором, заместителя начальника управления — начальника отдела в Главном государственно-правовом управлении, а в 2000—2002 годах — заместителя начальника Главного государственно-правового управления.
Полномочный представитель Правительства Российской Федерации в Совете Федерации в 2002—2004.
В 2004 году перешел на работу в Аппарат Правительства, где был директором Правового департамента в 2004—2009. 
В 2004 году работал в предвыборном штабе Владимира Путина, в 2008 году был главным юристом предвыборного штаба Дмитрия Медведева.
С 2009 года является полномочным представителем Президента РФ в Государственной Думе Российской Федерации (в 2012 и 2018 подписаны указы о его переназначении), сменив погибшего Александра Косопкина.
Владеет немецким языком.

## Собственность и доходы
Согласно данным, размещенным в декларации, содержащей сведения о доходах, расходах, об имуществе и обязательствах имущественного характера лиц, замещающих государственные должности Российской Федерации, за 2018 года Гарри Минх заработал 13 391 942 рубля, за 2019 год — 143,7 млн рублей (в 11 раз больше). Доход его супруги за тот же период составил 881 468 рублей. Доход Минха за 2011 год составил 4,68 миллионов рублей, супруга доходов не имела. Вместе с супругой Минху принадлежат земельный участок площадью 17 соток, дача с хозяйственными постройками, гостевой дом, 3 квартиры и два автомобиля.

## Классный чин
В 1996 году присвоен классный чин действительного государственного советника Российской Федерации III класса.
В 2004 году присвоен чин действительного государственного советника РФ I класса

## Награды и звания
- Почётное звание «Заслуженный юрист Российской Федерации» (1996)[12];
- Благодарность Президента Российской Федерации (2002) — за большой вклад в разработку законов по реализации концепции судебной реформы[13];
- Медаль ордена «За заслуги перед Отечеством» II степени (2007)[14];
- Знак отличия «За заслуги перед Томской областью» (2009)[15].

## Происшествия
19 января 2011 года, двигаясь по Рублёво-Успенскому шоссе, служебный автомобиль полпреда президента Гарри Минха BMW 5-серии с регистрационным номером А073МР97 столкнулся с Opel Astra, за рулём которого сидела 23-летняя девушка. В результате ДТП погиб водитель автомобиля Минха Владимир Шугаев, Минх отделался ссадиной, а водитель Opel Astra была госпитализирована в тяжёлом состоянии. По результатам следствия виновным в ДТП был признан водитель Минха.